# Grozeşti (Iaşi)
Pour les articles homonymes, voir Grozeşti.
Grozeşti est une commune roumaine située dans le județ de Iași.